# 牧港調達事務所
牧港調達事務所 (まきみなとちょうたつじむしょ 英語 Machinato Purchasing and Contracting Office) は、沖縄県浦添市字城間にあった米軍基地。牧港補給地区 (キャンプ・キンザー) に隣接しており、軍の補給物資における購買と契約に携わる事務局が置かれた。1947年に返還された。

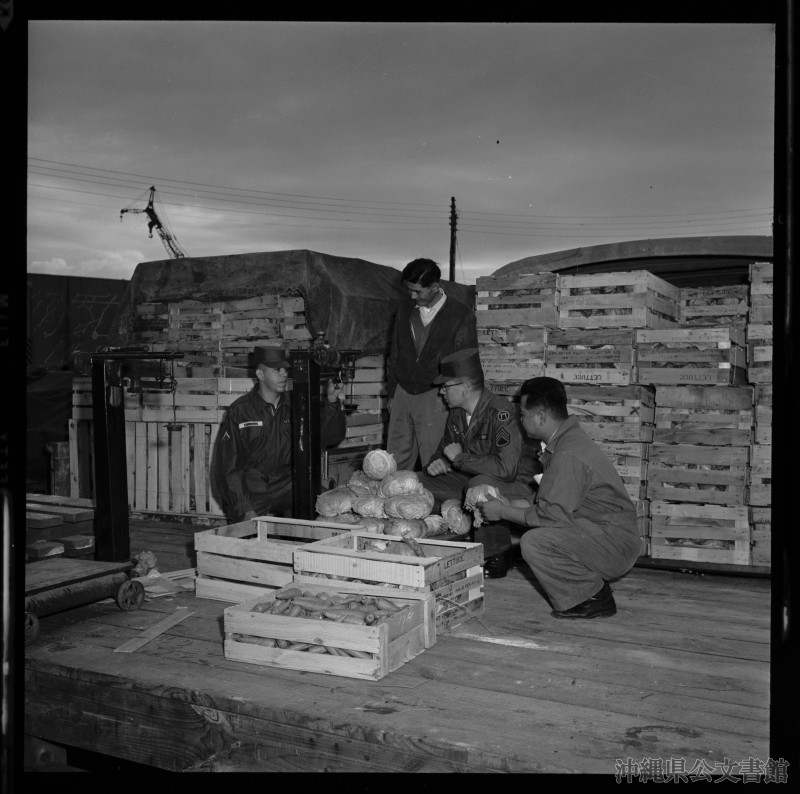
韓国 (の米軍基地) に出荷される沖縄産野菜。沖縄園芸・農業協同組合連合会は、米軍が沖縄産野菜を購入する契約を結んだ4つの団体の一つ。２週間ごとに韓国に出荷された。(1961年2月9日) (沖縄公文書館所蔵)

## 概要
農産物や日用品などの軍の補給物資を買付するための購買と契約を担う事務所であり、牧港補給地区の外側に事務所と駐車場を構えた。
- 旧称: 調達事務所 (Purchasing and Contracting Office)
- 改称: 牧港調達事務所 (Machinato Purchasing and Contracting Office)[1]
- 場所: 浦添市字城間
- 面積: 約1,873 ㎡[2]
- 施設番号: FAC6058

本来は牧港補給地区の外側にある一時使用の地所であったが、沖縄返還協定了解覚書で正規の米軍基地としてA表に組みこまれたといわれる。

## 歴史
- 年月日不明、米陸軍の事務所として使用。
- 1972年5月15日、沖縄返還協定のA表として組み込まれ、「牧港調達事務所」として日本政府から米軍に提供が開始された。使用主目的は事務所。
- 1974年3月31日に返還された[3]。

返還跡地はピザショップ、そして現在は琉球ダイハツ販売の店舗となっている。